# Ходіння до Каносси

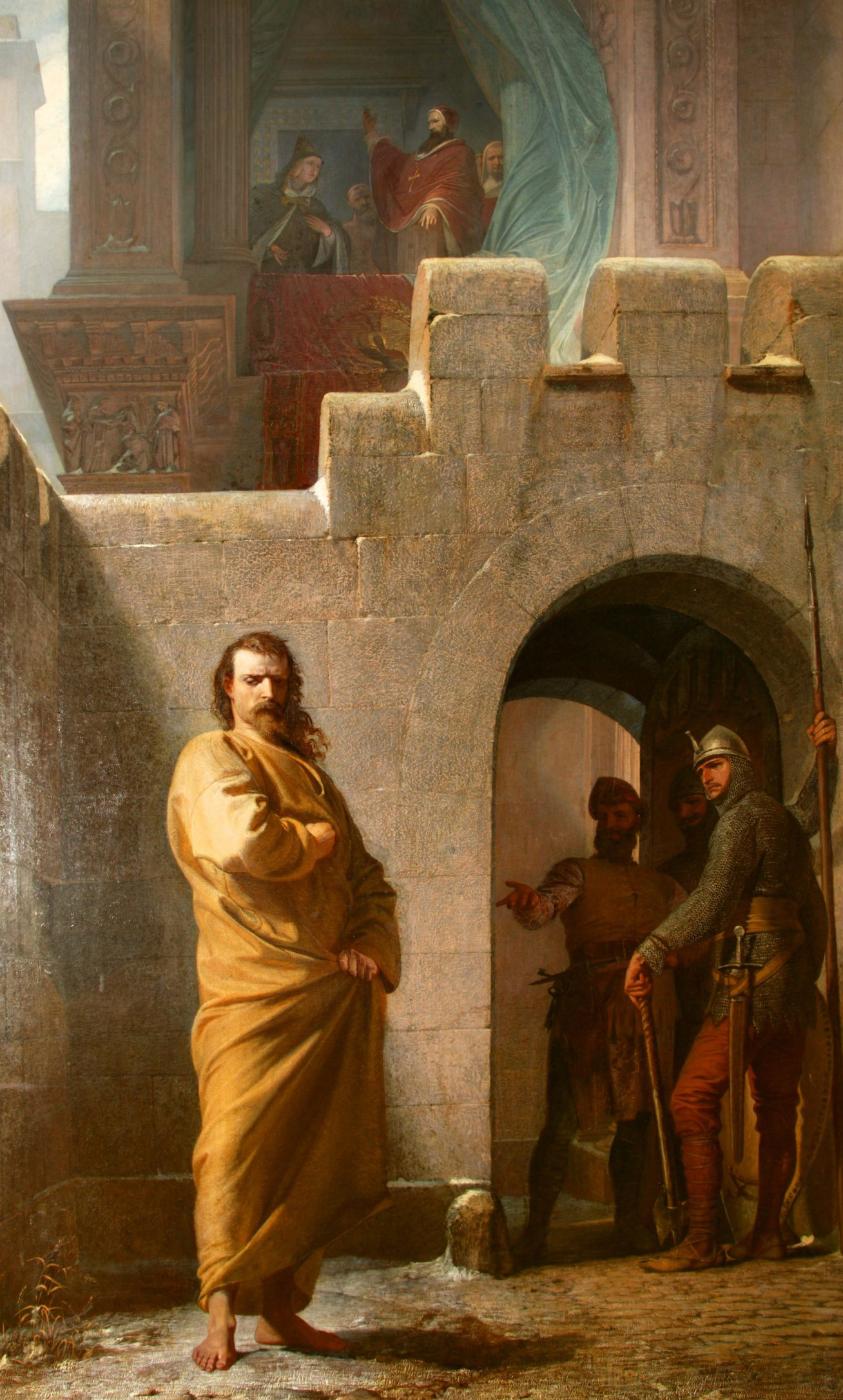
Едуард Швойзер. Генріх у Каноссі. 1862

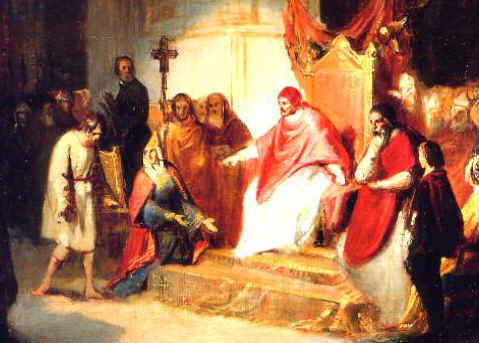
Папа Григорій VII та імператор Генріх IV в Каноссі

Ходіння до Каносси, також Каносське приниження (нім. Gang nach Canossa; італ. l'umiliazione di Canossa) — епізод з історії боротьби пап Римських та імператорів Священної Римської імперії та боротьби за інвеституру зокрема, датований січнем 1077 року. Під цим поняттям зазвичай розуміють подорож імператора Генріха IV до папського замку Каносса та перемогу папи Григорія VII над імператором у цьому епізоді їхнього протистояння.

## Передумови
На початку свого папства Григорій VII, який був одним із лідерів клюнійського руху, спробував реформувати процес інвеститури, призначення на посади єпископів (в Диктаті Папи), проте наштовхнувся на опір імператора Священної Римської імперії Генріха IV. Імператор наполягав на своєму праві самостійно обирати і призначати абатів, єпископів та архієпископів.
Конфлікт загострився після того як Генріх IV у червні 1075 року придушив Саксонське повстання внаслідок перемоги у битві під Лангезальці. Того ж року імператор самостійно призначив нового архієпископа Мілана. Папа Григорій VII почав відкрито вимагати покори. Під час святкування Різдва Христового 1075 року на папу напали, а згодом арештували. Наступного дня його прихильники натовпом увірвалися до в'язниці та повернули папу на те ж місце, де він був тоді, коли його схопили під час літургії.
24 січня 1076 року Генріх IV зібрав у місті Вормс синод, на якому все зібране духовенство відмовилося від повинностей на користь папи. Згодом імператор почав вимагати зречення Григорія VII, посилаючись на папську буллу In nomine Domini від 1059 року, яка регулювала процес обрання пап. У відповідь папа відлучив Генріха IV від церкви та заявив, що за рік від того дня втрата королівської влади стане безповоротною.

## Подорож Генріха IV

Генріх IV просить Матильду Тосканську та абата Гуго Клюнійського втрутитися в справу

Григорій VII також оголосив клятву вірності, складену князями, недійсною. Це ще більше похитнуло авторитет Генріха IV, адже такий розвиток подій відповідав інтересам кількох володарів у Священній Римській імперії. У жовтні 1076 року патріарх Аквілеї та папський легат зустрілися із німецькою аристократією в Требурі. Там було прийнято рішення не визнавати імператора, якщо відлучення від церкви не буде зняте до того, як настане річниця цього. Після цього Генріх IV відчув, що йому потрібно якомога швидше позбутися відлучення. Він все ще був популярним серед простолюду, але аристократія погрожувала обрати нового імператора.
За пропозицією радників Генріх IV організував зустріч із папою. Він розпочав свою подорож у місті Шпаєр. Прибувши до Швабії, він виявив, що тутешня знать не підтримує його, адже вони не відкрили імператорові доступ до альпійських перевалів. Генріхові IV довелося їхати через Бургундію та крутий перевал Мон-Сені. Згідно з хроніками Ламберта Герсфельдського, імператор, його дружина Берта Савойська та їхній малолітній син Конрад ризикували життям, перетинаючи альпійські хребти в суворих зимових умовах. Після довгої подорожі 25 січня 1077 року вони прибули до папського замку Каносса.

## У Каноссі

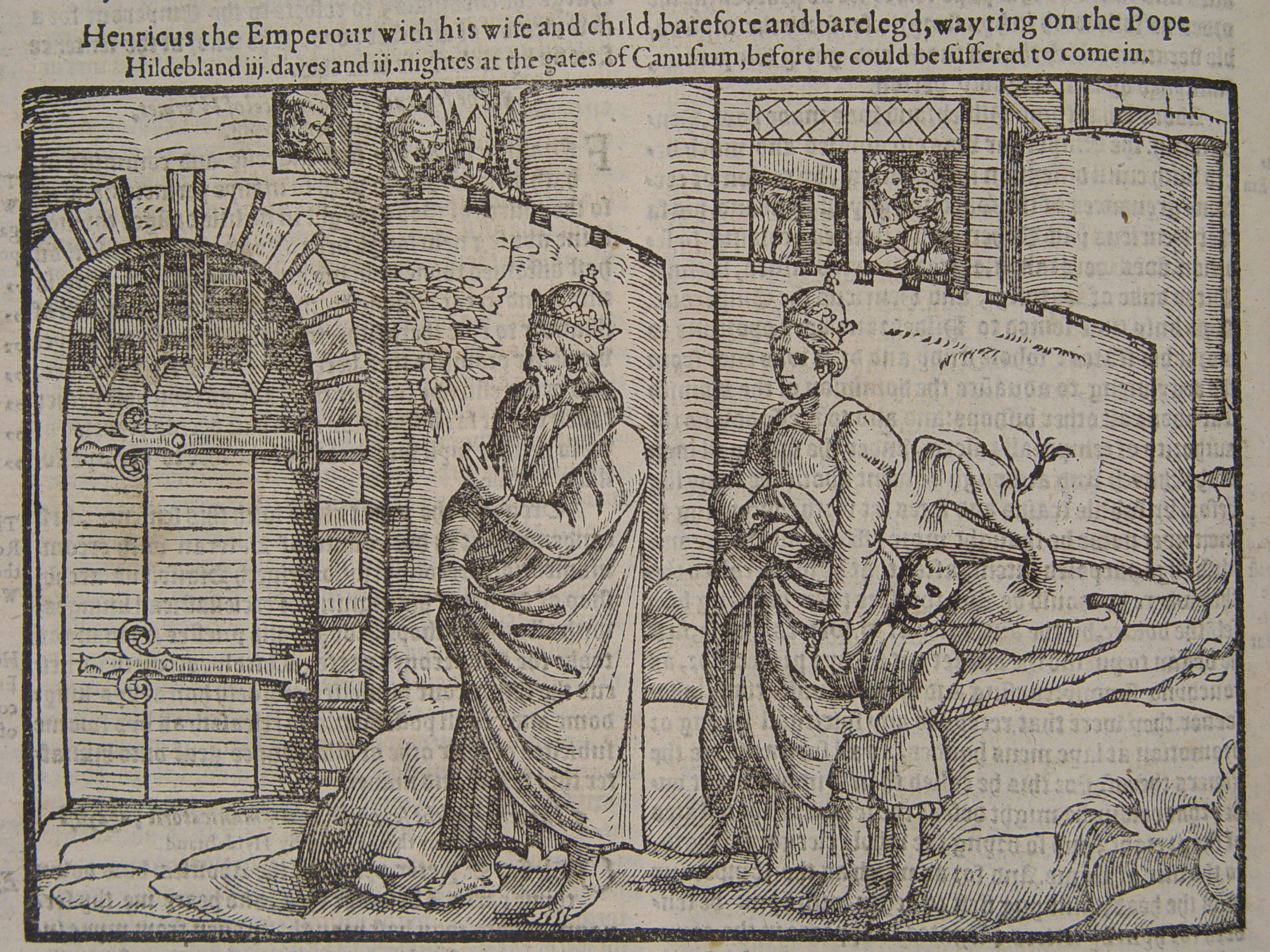
Генріх IV з дружиною та сином під брамою Каносси. Зображення 1583 року

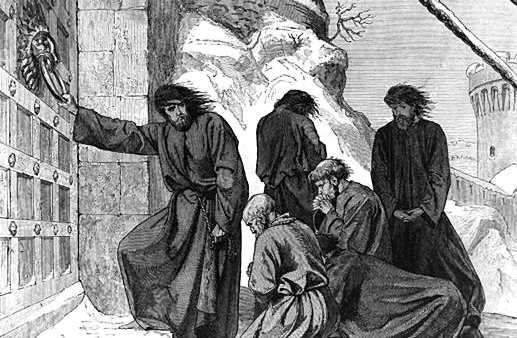
Генріх IV з дружиною та сином під брамою Каносси. Зображення XIX століття

Коли Генріх IV дістався замку Матильди Тосканської, папа Григорій VII наказав заборонити йому в'їзд. Після цього імператор із дружиною та сином підійшли до воріт замку та почали каятися. Імператор нібито був одягнений лише у волосяну сорочку, традиційний одяг ченців того часу, ходив босоніж. Багато осіб з його оточення так само були босими, включно з імператрицею та їхнім сином. Згідно з тогочасними джерелами (хроніки Ламберта Герсфельдського, листи імператора та папи за наступні кілька років), Генріх IV простояв перед воротами Каносси три дні.
28 січня папа нарешті дозволив Генріхові IV увійти до замку. Тогочасні джерела вказують, що він став перед папою навколішки і благав прощення. Григорій VII тоді скасував відлучення Генріха IV від церкви. Того ж вечора папа, імператор та Матильда Тосканська причащалися в каплиці Сант-Аполлоніо, що офіційно сигналізувало про завершення відлучення.
Досі точно не встановлено, чи справді Генріх IV каявся перед папою. У будь-якому разі, імператор відновив свободу дій та швидко повернувся до Німеччини, а папа з Матильдою Тосканською пробули в Каноссі та інших замках Тоскани ще кілька місяців.

## Історичне значення
Негайні наслідки зустрічі в Каноссі виявилися досить невеликими. Хоча Генріх IV повернувся до церкви, його очікування того, що Григорій VII підтримає його як законного правителя, не справдилися. У березні 1077 року група саксонських та південнонімецьких магнатів, включно з єпископами Зальцбурга, Майнца, Магдебурга, зустрілися у Форхгаймі і, вважаючи, що Генріх IV безповоротно втратив імператорську гідність, відмовилися від претензії Салічної династії на передавання імперської корони у спадок і, як повідомляє хроніст Бруно Саксонський, прийнято рішення, що син Генріха IV, «навіть якщо він буде надзвичайно гідним, повинен стати королем за допомогою спонтанних виборів». Папа Римський підтвердив цю угоду. Генріх IV у власних інтересах був змушений розпочати громадянську війну проти свого суперника та противника Рудольфа Швабського. Григорій VII повторно відлучив імператора від церкви, проте Генріх IV виграв війну, а 1085 року вторгся до Рима, повалив папу, змусивши його тікати, та поставив антипапу Климента III.
Проте в подальшій історії Європи «ходіння до Каносси» мало набагато більші значення та вплив. Під час Реформації в XVI столітті багато лютеран називали Генріха IV «першим протестантом», хоча іноді його звеличували захисником прав як католиків, так і противників папства. У 1728 році, коли папа Бенедикт XIII канонізував Григорія VII, таке рішення було негативно сприйнято в Священній Римській імперії; імператор Карл VI навіть заборонив публікацію булли про канонізацію.

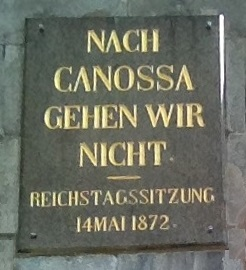
Меморіальна дошка 1877 року в замку Гарцбург із цитатою Отто фон Бісмарка: «Ми не підемо до Каносси» (Nach Canossa gehen wir nicht)

У подальшій історії Німеччини «ходіння до Каносси» набуло більш світського характеру. У XIX столітті подію звеличували як прагнення німців до знешкодження іноземних впливів на їхню державу. Цей інцидент вперше використав австрійський політик Антон-Александер фон Ауершперг під час виступу в Палаті шляхти 1868 року про впровадження цивільних шлюбів. У період «Культуркампфу» в Німеччині (1871—1878) Отто фон Бісмарк заявив, що «ми не поїдемо до Каносси — ні тілом, ні духом».
«Ходіння до Каносси» в Італії XIX століття сприймалася як перша перемога італійського народу в особі Григорія VII після падіння Західної Римської імперії та як спроба відторгнення від Італії «чужоземного» німецького впливу. Так, зокрема, вважав історик Бенедетто Кроче.

## «Йти до Каносси»
Зараз вислів «йти до Каносси» розуміють як вияв покаяння або покірності, причому часто покаяння вимушене або проти волі людини.
Адольф Гітлер, звільнившись із Ландсберзької в'язниці у 1923 році, у розмові з президентом Баварії Генріхом Гельдом, використав цей вислів, домагаючись відновлення НСДАПу. Британський дипломат Роберт Вансіттарт 1938 року порівняв поїздку прем'єр-міністра Великої Британії Невілла Чемберлена до Мюнхена, «наче Генріх IV знову їде до Каносси».